# Agostino Giusti (1548-1615)
Pour les articles homonymes, voir Giusti (patronyme).
 Agostino Giusti (Vérone, 29 septembre 1548 - idem, mars 1615) est un diplomate et un mécène italien qui fut au service de la République de Venise et des Médicis.

## Biographie

### Au service de la République de Venise et des Médicis à Florence
Agostino Giusti, fils de Pier Francesco, naît à Vérone le 29 septembre 1548 et y meurt vers la fin du mois de mars 1615. Sa famille possède le comté de Gazzo Veronese à Vérone, territoire de la République de Venise.
Son épouse, Alda Malaspina, lui donne deux enfants avant de mourir : Giovanni Giacomo et Isabella. Après la mort de son épouse, il entretient une relation avec sa servante, Francesca, qui lui donne deux enfants donc illégitimes : Laura et Antonio.
Il mène des missions diplomatiques au nom de la République de Venise, héberge la famille Médicis chez lui et accompagne cette dernière dans des déplacements importants.

### Mécène véronais
Agostino Giusti entre à l'Académie philharmonique de Vérone en 1567, deux ans après que celle-ci s'est installée dans la maison de San Vitale à Vérone, propriété de sa famille.
En 1583, seul héritier de la maison et du jardin Giusti de San Vitale, il s'installe dans sa nouvelle propriété après avoir rompu le contrat de location de l'Académie. La même année, il crée son propre Ridotto Letterario, une assemblée qui se retrouvait à son domicile pour parler de façon informelle de philosophie et de littérature.